# Григоро-Бригадирівка
Григо́ро-Бригади́рівка (Бригадирівка, Григорівка, Григорівка-Софіївка) — село в Україні, у Горішньоплавнівській міській громаді Кременчуцького району Полтавської області. Населення становить 629 осіб. Колишній центр Григоро-Бригадирівської сільської ради до якої також відносяться села Мотрине та Солошине.

## Географіне розташування
Село Григоро-Бригадирівка знаходиться на лівому березі Кам'янського водосховища, вище за течією на відстані 4 км розташоване село Карпівка та Салівка, нижче за течією на відстані 2 км розташоване село Солошине. 54 км від залізничної станіції Кобеляки. До села примикає лісовий масив (сосна). Межує з Кіровоградською областю.

## Історія

### Давні часи
На територіях прилеглих до села виявлено залишки 2 поселень часів неоліту (2 тис. років до нашої ери), 3 послення періоду бронзи та поселення черняхівської культури. В урочищі Касюрівщина розкопано Компаніївський могильник. На околицях Григоро-Бригадирівки знайдено рештки поселення періоду Русі (10 - 13 ст.)

### Заснування села
Первісна Григорівка заснована бунчуковим товаришем Григорієм Богдановичем (існує принаймні з 1760-х, а імовірно виникла десь у 1740-х).
За іншими данними - заснована у 17 ст. Власником, вірогідно, був бригадир Адабаш (звідси й назва). Про Адабаша відомо що він був батьком Адабаш Аполлінарії Олександрівни (українська музична і церковна діячка), походив з знатного молдавського роду,  та за заслуги від імператриці Єлізавети Петрівни отримав значні землі в Україні. 
Належала до Переволочанської сотні Полтавського полку. З кінця 1760-х і в 1770-х Г.Богданович та його спадкоємиці-доньки вели тривалий судовий процес (зрештою успішно) за Григорівку із родичем — келебердянським сотником, а потім пікінерським ротмістром Іваном Флоринським.
На початку 18ст. було побудовано деревяну Тимофіївську церкву з двіницею, при якій діяла церковнопарафіяльна школа та бібліотека. 
Найдавніші письмові свідчення про церкву в ім’я св. ап. Тимофія  відносяться до 1773. 
У 1788 на кошти поміщика Якова Васильовича Тимофієва було збудовано нову дерев’яну церкву. Двохвівтарна – другий вівтар в ім’я Всіх Святих. 1894 поставлена на мурований цоколь, тоді ж до церкви прибудована дерев’яна дзвіниця.
У 1890 володіла церковним капіталом у сумі 3172 руб., 0,5 дес. садибної та 37,5 дес. ружної землі, мала два будинки для причту, діяла церковнопарафіяльна школа. 1895 володіла церковним капіталом у сумі 3170 руб., 0,5 дес. садибної, 37,5 дес. ружної землі, мала два будинки для причту, діяла церковнопарафіяльна школа. 
У 1902 володіла 731 кв. саж. церковної під кладовищем, 1536 кв. саж. садибної та 37 дес. 1680 кв. саж. ружної землі, мала церковну сторожку, два будинки для квартир причту, діяли церковна бібліотека, церковнопарафіяльна школа. 
У 1912 володіла 37 дес. 1680 кв. саж. ружної землі, мала квартири для священика і псаломщика, діяла церковнопарафіяльна школа.
У 1773 до церковної парафії належало 22 двори, 1776 – 26 дворів. 1895 службу відвідувало 1816 душ парафіян обох статей. 
У 1902 до церковної парафії входили села Григорівка (Бригадирівка), Мотрине, Корніївка, хутори Семівка, Небоги, Овчаренки, Носулі, у яких нараховувалося 2026 душ парафіян обох статей; 1912 – 2333 душ парафіян різних станів.
У новітній час пелігійна громада відновила діяльність як громада УПЦ МП. Зареєстрована органами державної влади 25.12.1992 за № 462. Для релігійних відправ використовує збережену культову споруду.
Із священиків відомі: Яків Львович Прихожий (1890), Афанасій Сокологорський (1895), Іоанн Стефанович Орда (1902), Микола Іванович Лебединський (1912), ієрей Ігор Титаренко (2008); із дияконів: Кіндрат Євсевійович Тимофєєв (1902, 1912); із псаломщиків: Вавила Захарович Запорожченко (1890, 1895), Петро Симеонович Гончаров (позаштатний 1902); із церковних старост: селянин-власник Митрофан Стефанович Ткач (1902), козак Сильвестр Павлович Овчаренко (1912), Марія Семенівна Небога (2008).
У кінці 19 - на початку 20 ст. у селі був маєток спадкоємців В. Т. Тараня загальною площею близко 750 десятин  (орних земель 500 десятин), що мав цегляний та кінний заводи. На 1859 р. у власницькому селі Бригадирівці (Григорівці-Софіївці) при колодязах і безіменному озері - 98 дворів та 500 жителів, церква.
В виданні "Волости и важнейшие селения Европейской России Выпуск III" від 1885 р. зазначалося що село Бригадирівка мало 33 двора та 164 жителя, церкву православну, постоялий двір, ярмарку та вітряний млин.  
За переписом 1900 р. - 44 двори, 277 жителів.
У 1910 р. - 99 дворів та 555 жителів, цегляний завод. Населення також займалося кравецьким та шевським промислами. 
У 1912 р. збудовано 4-річну земську школу, в якій працювало 2 вчителя.

### Радянські часи
Радянський режим встановлено у січні 1918 р. На початку 20-х рр. село входило до складу Озірської сільради Кишеньківського району.
У 1925 році налічувалося 1201 жителів.

### Друга Світова війна
У роки німецько-фашиської окупації (2.ІХ.1941 - 25.ІХ.1943) гітлерівці розстріляли одного жителя села, вивезли на примусові роботи до Німеччини 51 чол. На початку 60-х рр. у зв'язку з будівництвом Дніпродзержинської ГЕС до Григоро-Бригадирівкі переселені мешканці села Шматкове.

### Новітня історія
22 червня 2023 року рішенням Національної комісії зі стандартів державної мови віднесено до списку населених пунктів, які «можуть не відповідати лексичним нормам української мови», зокрема стосуватися «російської імперської чи колоніальної політики». Громаді рекомендовано обґрунтувати доцільність збереження поточної назви або запропонувати нову назву в установленому законодавством порядку.

## Економіка
- ТОВ «Прогрес» колишній.
- С(Ф)Г "ЛІС"
- С(Ф)Г "Кристал"

## Об'єкти соціальної сфери
- Школа І-ІІ ст.(завідувач Яроцька А. В.)
- Будинок культури.
- Дитячий садок «Калинка» (завідувач Нікітченко В. В.)

## Релігія
- Тимофіївська церква (побудована на початку XVIII століття).

## Люди
В селі народився Білополий Йосип Оксентійович (1910—1984) — український радянський живописець.